# Euselasia conspicua
Euselasia conspicua är en fjärilsart som beskrevs av Rebillard 1958. Euselasia conspicua ingår i släktet Euselasia och familjen Riodinidae. Inga underarter finns listade i Catalogue of Life.